# 不死鸟 (游戏)
《火鳳凰》是外太空主题的固定射击游戏，类似于Taito的《太空侵略者》。游戏由Amstar Electronics（位于亚利桑那州鳳凰城）于1980年开发，在美国由Centuri、日本由Taito再版。
《不死鸟》母舰是最早让头目独立出现挑战的街机游戏之一，当时还没有头目这一说法。